# ازمکی (سرده)
ازمکی (نام علمی: Draba) نام یک سرده از تیره شب‌بویان است.

## نگارخانه

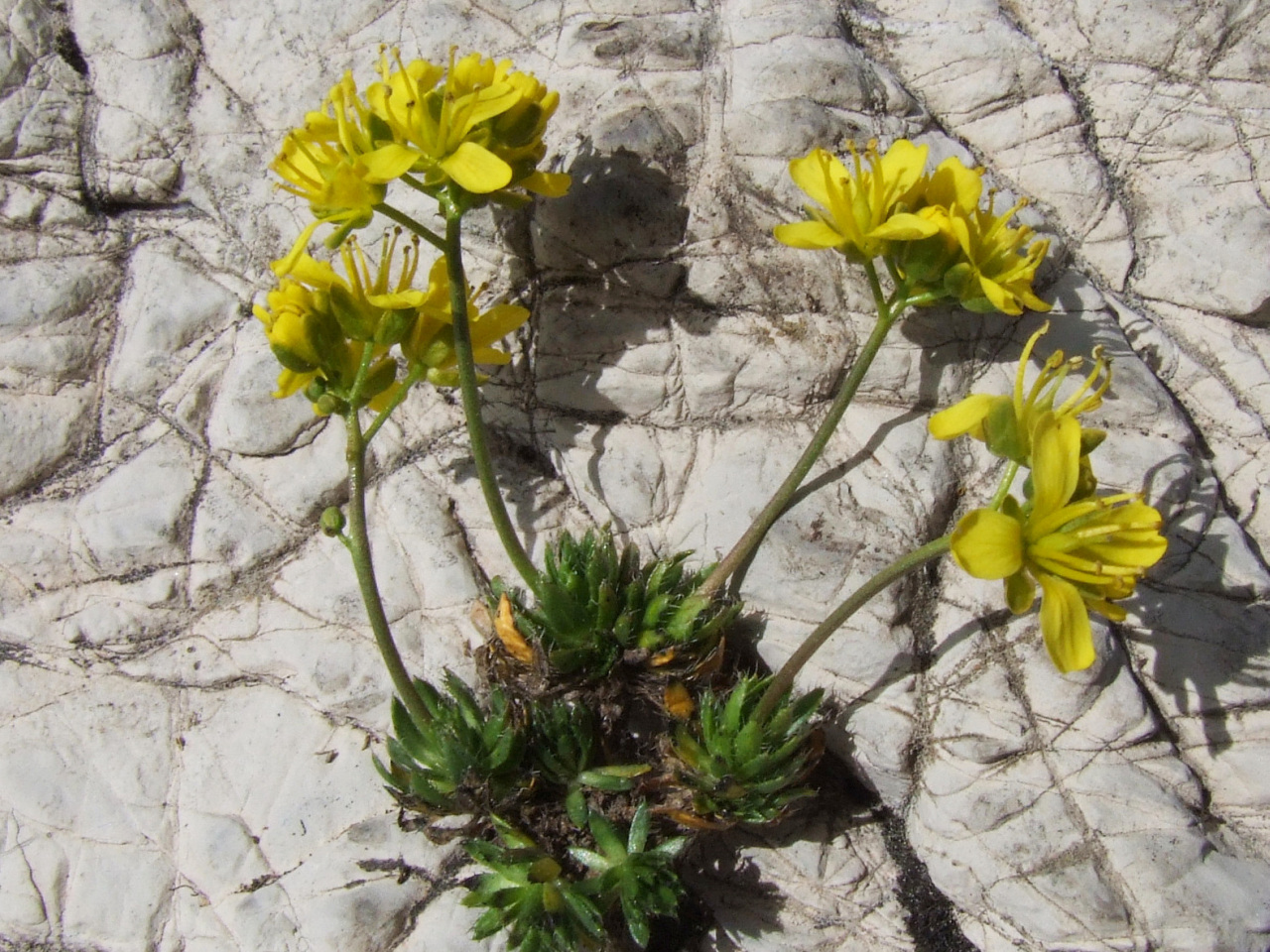
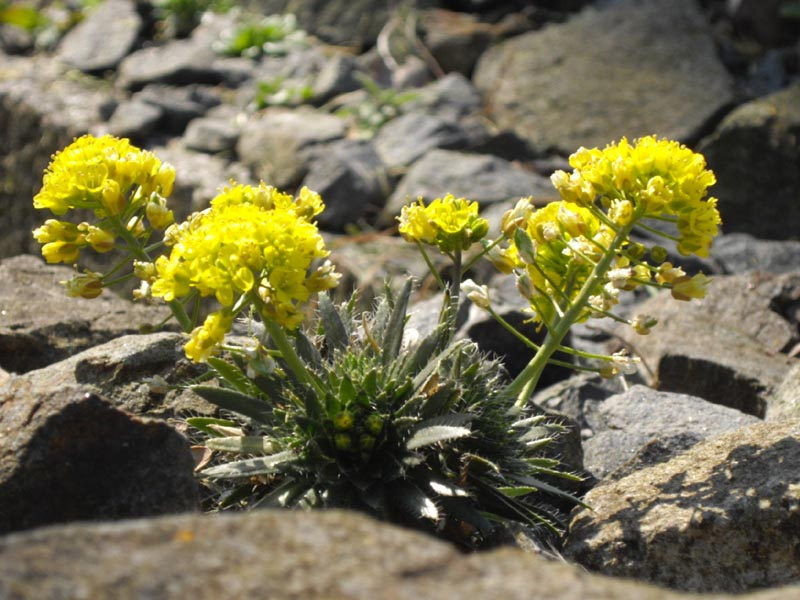
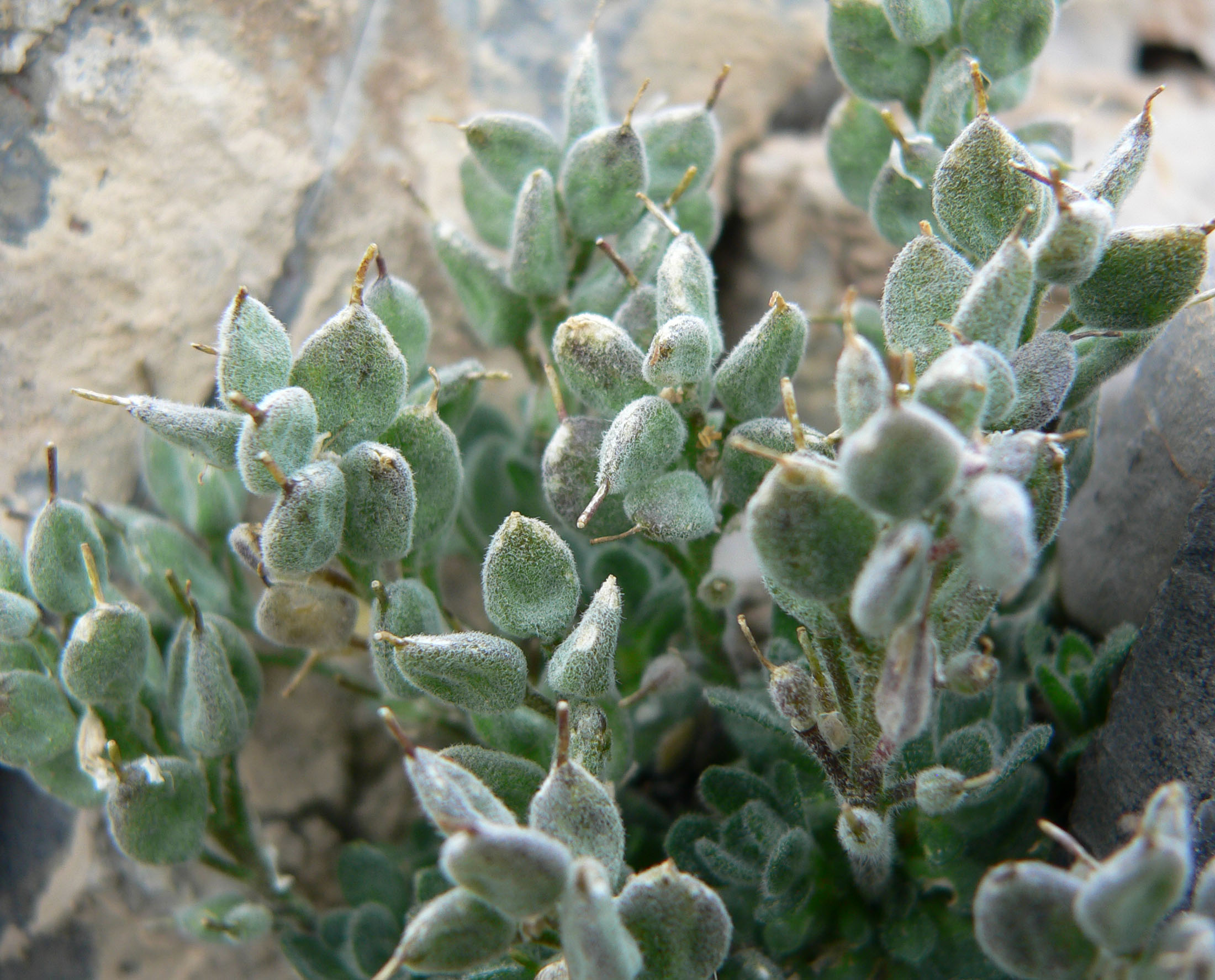
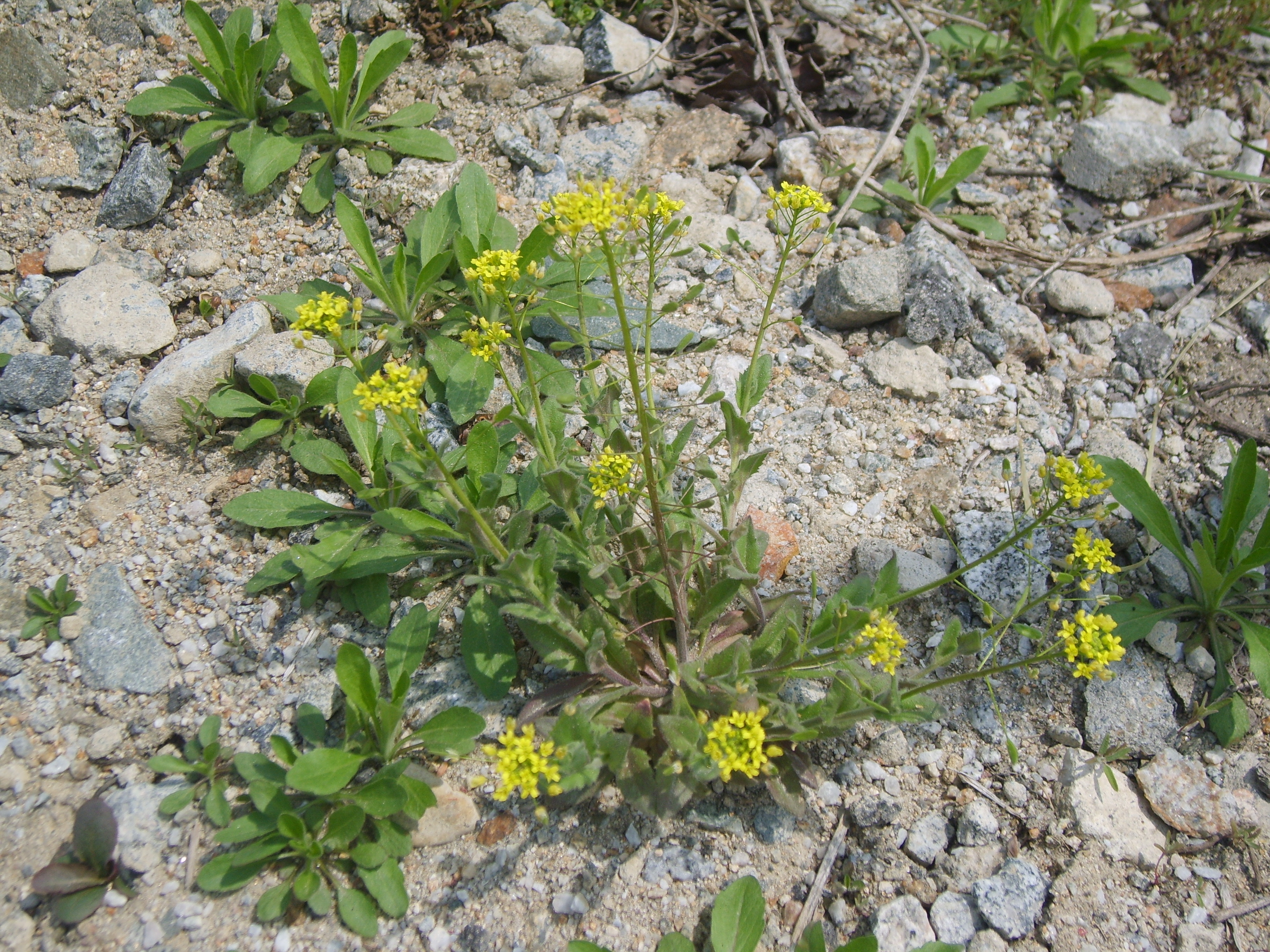
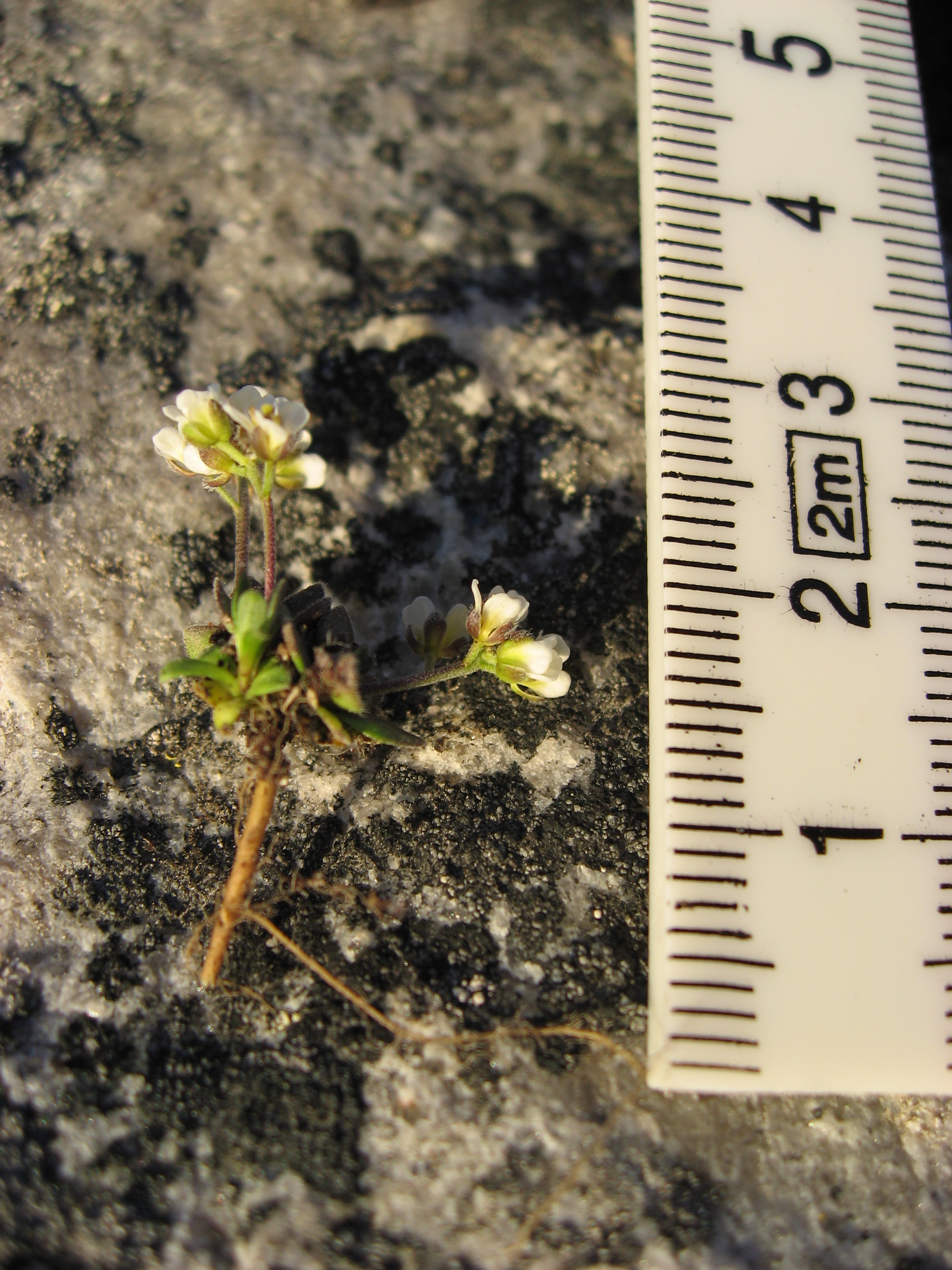
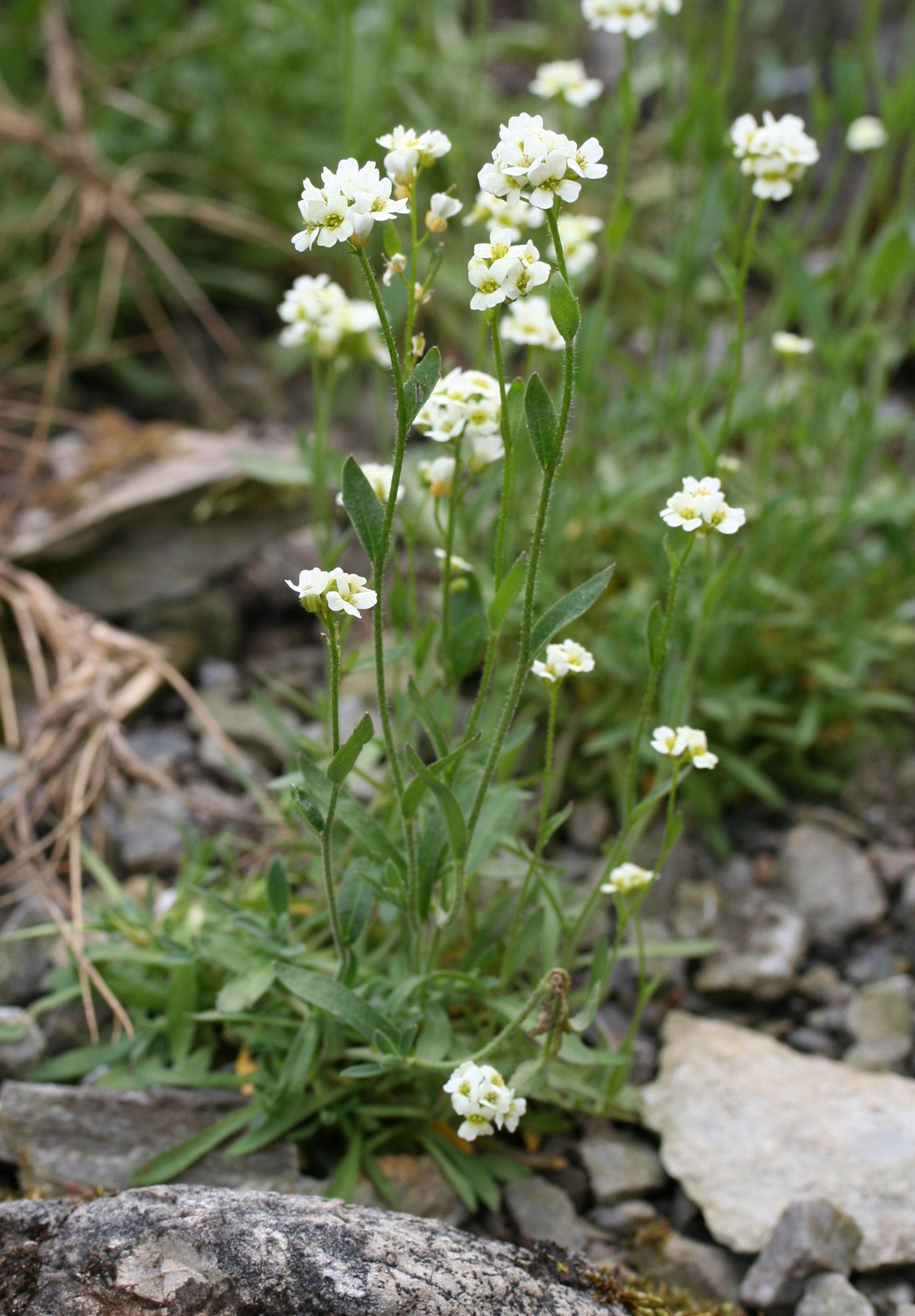